# Mięśnie dźwigacze żeber

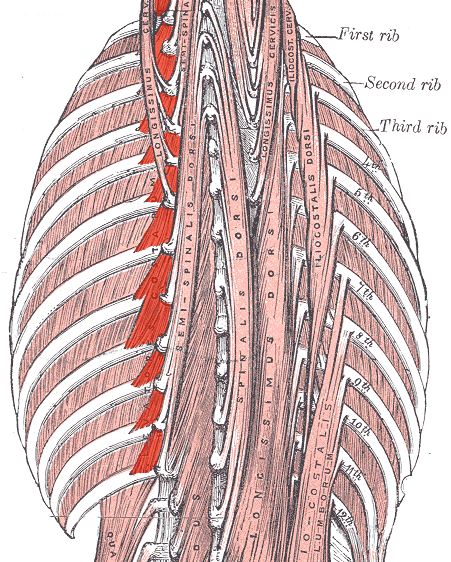
Mięśnie dźwigacze żeber oznaczone na czerwono.

Mięśnie dźwigacze żeber (łac. musculi levatores costarum) – w anatomii człowieka grupa małych, cienkich, płaskich i trókątnych mięśni zaliczanych do grupy krótkich głębokich mięśni grzbietu. Zaczynają się na wyrostkach poprzecznych najniższego kręgu szyjnego i kręgów piersiowych od pierwszego do jedenastego, biegnąc w dół kończą się na żebrach w okolicy guzka żebra. Łączą kręg z żebrem leżącym poniżej niego (musculi levatores costarum breves), natomiast trzy–cztery dolne mają także dłuższe włókna mięśniowe kierujące się do następnego z kolei żebra (musculi levatores costarum longi). 
Unerwione są przez gałęzie przednie nerwu szyjnego C8 i nerwów piersiowych Th1–11.
Ich funkcja jest sporna; prawdopodobnie uczestniczą w unoszeniu żeber (byłyby wtedy mięśniami wdechowymi) lub w prostowaniu, pochylaniu w bok i obracaniu kręgosłupa w stronę przeciwną.